# Saprolegnosi
La Saprolegnosi è una malattia parassitaria, che colpisce non solo i pesci d'acquario, ma anche i pesci d'acqua dolce; questa micosi infatti non è presente laddove le acque presentano concentrazioni saline superiori al 2,8.

## Eziologia
Può aggiungersi, inoltre, che la Saprolegnosi viene considerata una malattia alla quale i pesci d'acquario si mostrano particolarmente sensibili, anche perché spesso complica altre forme morbose; in questo modo, proprio in considerazione dell'influenza dei fattori esterni sull'organismo dei pesci interessati, questi parassiti vengono pure classificati come patogeni condizionati. Peraltro molti ricercatori hanno parlato di saprolegnosi secondarie susseguenti alla cattura o a manipolazioni dei pesci d'allevamento, compresi gli stessi pesci d'acquario, o ancora a trasporti inidonei e, comunque, a qualsiasi tipo di trauma alla cute. I funghi in argomento sono forniti di un micelio pluriramificato, il quale nell'acqua simula un piccolo ciuffo d'ovatta; le varie ife, costituite da cellulosa, si distinguono in somatiche e riproduttive. La riproduzione asessuata viene realizzata da zoospore biflagellate.

## Ciclo biologico
I Oomycota in argomento presentano un ciclo di riproduzione che dura un paio di giorni, al termine dei quali vengono prodotte le zoospore; dette spore sono molto diffuse in tutti gli ambienti acquei in cui vi sia la presenza di sostanze organiche putrescibili, indipendentemente dal periodo dell'anno. Di conseguenza le possibilità del contagio sono elevate, a condizione, tuttavia, che la cute del pesce appaia in qualche modo interessata e, perciò, nei punti corrispondenti risulti priva di muco (2).

## Patogenesi
È stato già segnalato sopra che nella patogenesi di questa malattia possono intervenire fattori secondari susseguenti in particolare a lesioni traumatiche alla cute; sono molti, tuttavia, gli studiosi a ritenere che questa sia un'infezione ne che possa presentarsi non solo nei casi di lesioni alla pelle, bensì anche agli occhi, alle pinne, alle branchie o alla bocca. Qualora vengano colpite pure le branchie possono verificarsi conseguenze mortali anche rapide. Alcuni ricercatori hanno segnalato lesioni specifiche localizzate agli organi interni. Le infestioni di quest'ultimo tipo si verificano, in ogni modo, ad opera delle originarie lesioni dell'epidermide oppure per ingestione di materiale infestato e non già attraverso i vasi sanguigni.

## Sintomatologia
I pesci d'acquario colpiti dalla saprolegnosi manifestano sintomi generali comuni a vari altri stati morbosi, così, per esempio, nuotano in superficie oppure nuotano seguendo i bordi della vasca. Possono notarsi, peraltro, varie macchie di colore biancastro, più o meno numerose, disseminate qua e là sul corpo, mentre nell'acqua si osservano ciuffetti anch'essi bianchi paragonabili ai già citati ciuffi di ovatta. Con il progredire della malattia le macchie biancastre presenti sul corpo assumono via via una colorazione scura a motivo dell'adesione della sporcizia della vasca sui piccoli ciuffetti aderenti alla cute. Il quadro clinico può risultare complicato da sintomi dovuti ad altri agenti morbosi in vasche di pesci colpiti dalla saprolegnosi solo successivamente. Limitatamente al decorso dello stato morboso, va specificato che esso può variare più o meno sensibilmente in rapporto a varie cause; rimane, tuttavia, fermo il fatto che i pesci colpiti possono morire anche nel giro di pochissimi giorni.

## Diagnosi clinica
La diagnosi clinica, a parte la genericità dei segni propri di varie altre malattie, può effettuarsi con facilità nei casi in cui appaiono sul corpo dell'animale i tipici confetti d'ovatta più volte ricordati. Va, in ogni caso, ricordato che la saprolegnosi può essere conseguente ad altri stati morbosi e che, di conseguenza, il quadro clinico apparirebbe complicato.

## Diagnosi di laboratorio
La diagnosi di laboratorio può risultare utile nei casi in cui si voglia procedere all'identificazione del micete; la coltura di questo fungo può ottenersi avvalendosi di terreni all'agar contenenti sostanze inibenti lo sviluppo di germi inquinanti. Fra i terreni più utilizzati si ricorda quello al glucosio-glutammato di Seymour oppure quello all'agar con farina di mais o, ancora, all'agar YpS 5-tellurito suggeriti più recentemente. Qualora si volessero evidenziare le ife, può accessoriamente ricorrersi all'esame istologico.

## Attività di prevenzione
La migliore prevenzione consiste nell'acquistare i pesci d'acquario presso i rivenditori che offrano le dovute garanzie sanitarie; anche in questa malattia, ovviamente, assume importanza determinante l'eventuale quarantena.

## Terapia
Il ricorso alla terapia in genere dà risultati aleatori e l'eventuale cura è in ogni caso complicata dal fatto che questa parassitosi colpisce pure le uova; inizialmente la saprolegnosi attecchisce sulle uova morte e, poi, il contagio per contiguità si propaga alle uova vive in incubazione. Alcuni ricercatori, però, ritengono che l'infestione potrebbe interessare le uova vive sin dall'inizio.
Fino a qualche anno fa, quando cioè era consentito l'uso del verde malachite anche in ittiopatologia, tale sostanza ha trovato larghissimo uso come micostatico e ciò sia per prevenire la malattia nei pesci, sia per combattere l'infestione delle uova. I dosaggi riguardavano, nel caso dei pesci una diluizione pari a 1:200.000 e nel caso delle uova una diluizione di 1:180.000 da usare ogni tre giorni per un'ora, oppure come massimo 2 mg per litro, anche in questo caso per la durata di un'ora o, ancora alla dose di 0,15 mg per litro tramite bagno. Dosaggi similari sono stati usati in passato anche per la prevenzione della malattia, valutando tuttavia, caso per caso, i caratteri dell'acqua e la taglia o l'età dei pesci da trattare.